# القرن 32 ق م

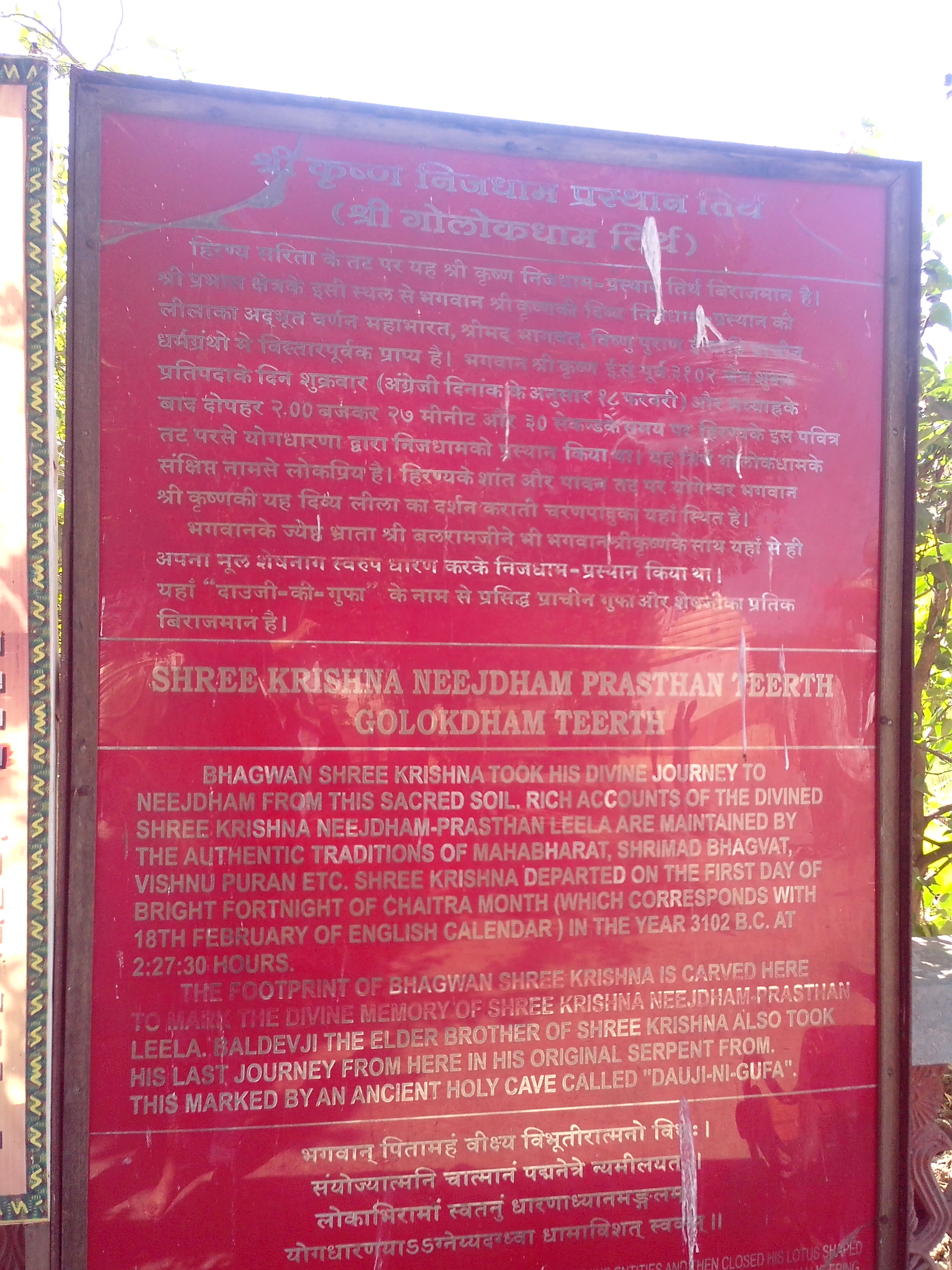
بهالكا، بالقرب من سومناث

كان القرن الثاني والثلاثون قبل الميلاد هو القرن الذي استمر من عام 3200 قبل الميلاد إلى 3101 قبل الميلاد.

## أهم الأحداث
- 3110 قبل الميلاد: بداية عهد نعرمر، أول فرعون وحد مصر القديمة ومؤسس الأسرة الأولى. استطاع توحيد مملكتي الشمال والجنوب لتصبح مملكة واحدة هي مصر الموحدة ويتخذ عاصمة لها هي من نفر أو الميناء الجميل والذي سماها العرب منف وهي قرية ميت رهينة الحالية بمحافظة الجيزة .[1][2]
- 3100 قبل الميلاد: أكتشاف فارنا نيكروبوليس: ما يُزعم أنه أقدم المشغولات الذهبية المشهورة يتم تصنيعها.
- 3100 قبل الميلاد: صعود الحضارة المينوسية.